# Need for Speed: Undercover
Need For Speed: Undercover – kolejna gra z serii Need for Speed firmy Electronic Arts. Wydana na komputery PC oraz na konsole Playstation 2 i 3, Xbox 360, PSP, Wii oraz Nintendo DS. Gra dostępna jest także na telefony komórkowe z androidem, IOS (w tym Nokia N-Gage) oraz iPoda touch, i tabletów BlackBerry PlayBook. Premiera w Północnej Ameryce odbyła się 18 listopada 2008 roku, natomiast w Polsce i całej Europie 21 listopada 2008 roku. Fabuła gry ma miejsce w fikcyjnym mieście Tri-City Bay, gdzie gracz wciela się w tajnego agenta, który ma przeniknąć do świata nielegalnych wyścigów.

## Rozgrywka
Undercover zawiera nową otwartą mapę świata (podobnie jak seria Midnight Club) składającą się ze 109 mil (175 km) drogi i dużego systemu autostrad, co czyni go największym Need for Speed, jakie EA stworzyło. Środowisko gry składa się z czterech dzielnic: Palm Harbor, Port Crescent, Gold Coast Mountains i Sunset Hills (w wersji DS dzielnicami są Metropolis, North Port Crescent, South Port Crescent i Riverton). W wersjach Wii i PS2 dwie dzielnice są kopiowane z Need for Speed Most Wanted i umieszczane w różnych pozycjach. Te cztery gminy tworzą miasto, Trójmiasto (nawiązujące do prawdziwego miasta w Trójmieście, Oregon), prawdopodobnie miasto, położone na Wybrzeżu Zatokowym lub na Wybrzeżu Kalifornijskim, chociaż samo miasto bardzo przypomina Miami. System drogowy obejmuje cztery „przejścia”, drogi ponad wodą, zgodnie z ruchem wskazówek zegara: Main Guy Causeway (Ocean Expressway łączący Sunset Hills z Port Crescent przez sztuczną wyspę), Vale Causeway (Sunset Hills do Palm Harbor), North T Causeway (Man-made wyspa do Palm Harbor) i Tunel Pamięci (Port Crescent to Palm Harbor). Undercover oferuje również nowy system ciągłych autostrad. W poprzednich częściach autostrady były stosunkowo małymi obwodami, skupionymi w oddzielnych dzielnicach. W Undercover główna autostrada okrąża Trójmiasto, a każda z czterech dzielnic dzieli się częścią większego obwodu. Dłuższa autostrada daje bardziej realistyczny kształt, z długimi prostymi obszarami, łagodnymi zakrętami, obszarami odpoczynku i dużymi węzłami przesiadkowymi. Wreszcie, cała mapa jest otwarta od początku gry, w przeciwieństwie do poprzednich części, w których dzielnice musiały zostać odblokowane.
System policyjny jest podobny do systemu Most Wanted (2005) i Carbon. Używa podobnego wykresu słupkowego na dole ekranu, który porusza się pomiędzy niebieskim „w pościgu” (pokazanym jako zielony w wersjach PS2 i Wii), po prawej stronie, a czerwonym „Rozbite”, po lewej stronie, w zależności od szybkości gracza i bliskości policji. Okres „odnowienia” po omijaniu jednostek policyjnych również powraca (kolor jasnoniebieski) wraz z poziomami ciepła i pościgami. Podobnie jak Most Wanted i Carbon, pojazdy policyjne obejmują zarówno ogólne samochody patroli miejskich, jak i samochody federalne, w towarzystwie policyjnych nosorożców (SUV) i śmigłowców. W przeciwieństwie do poprzednich gier, rodzaj policji, która się pojawia, nie jest całkowicie zależna od poziomów ciepła (tj. Policja wysokiego poziomu może pojawiać się na niskich poziomach ciepła i na odwrót), ale bardziej na poziomie Wheelman (Reputacja) danego gracza (to jest postęp w grze). Na wysokim poziomie Wheelman, policja federalna natychmiast przystępuje do pościgu, nawet jeśli gracz był na niskim poziomie ciepła. Typowe taktyki policji, takie jak bloki drogowe, ruchome bloki drogowe, kolczatki i manewry PIT są wszystkie opisane, choć niektóre są używane tylko przez policję federalną. Ponadto gracz może prowadzić pojazd policyjny w misji w trybie kariery, która polega na kradzieży samochodu policyjnego Nissana GT-R. Pozostałe samochody policyjne nie mogą być prowadzone, z wyjątkiem gry wieloosobowej o nazwie Cops and Robbers. W wersjach na PlayStation 2 i Wii, ale poza wspomnianą misją (w tych wersjach samochodem policyjnym jest Lamborghini Gallardo – nie ma w nich GT-R), gracz otrzymuje od Chase Linh trzy samochody policyjne w trybie kariery (Mustang GT, Lamborghini Gallardo i Porsche 911 GT2) po osiągnięciu określonych części gry, które mogą być prowadzone w trybie „pościgu”, w którym gracz musi aresztować określoną liczbę kierowców, zdobywając pieniądze w nagrodę.
System obrażeń powraca do Undercover, ale różni się od wcześniejszego tytułu ProStreet tym, że obrażenia są tylko kosmetyczne i nie wpływają negatywnie na wydajność. Mimo to, samochód może być „Zniszczony” w nowym trybie „Highway Battle” (z wyjątkiem PlayStation 2 i Wii) oraz w niektórych misjach w trybie kariery. Podczas tych misji wyświetlany jest pasek uszkodzeń samochodu, który wskazuje na liczbę obrażeń zadawanych pojazdowi gracza. Głównym celem tych misji jest dostarczanie określonych samochodów bez niszczenia ich. Uszkodzenia są automatycznie naprawiane po każdym wyścigu kariery lub pościgu za policją, w przeciwieństwie do ProStreet, gdzie musiał je naprawić gracz i ponieść za to koszty (albo pieniądze, albo „marker naprawy”). System obrażeń został zaktualizowany, co jest bardziej szczegółowe, ponieważ zadrapania i wgniecenia są teraz widoczne w samochodzie gracza (stanowią niewielkie obrażenia) lub ciężkie obrażenia, takie jak całe sekcje samochodu zerwane (np. zderzaki, okapy itp.) lub duże odkształcenia lub wgniecenia. Pojazdy policyjne mogą doznać obrażeń, ale w inny sposób niż w przypadku Most Wanted i Carbon. Zamiast uszkodzeń, składających się na modele statyczne (chociaż drzwi, drzwi bagażowe, okapy, zderzaki i sygnalizatory mogą zostać zerwane), modele uszkodzeń są teraz elastyczne, a każdy obszar samochodu może być uszkodzony trochę, średnio, lub poważnie (w przeciwieństwie do Most Wanted lub Carbon, gdzie każdy obszar może być tylko w dwóch stanach obrażeń, nieuszkodzony lub uszkodzony). Wiele drobnych trafień w różnych obszarach stopniowo spowoduje, że trwałe obrażenia będą coraz bardziej dotkliwe.
Dostosowywanie samochodów jest podobne do Need for Speed: ProStreet, ale zostało ulepszone na poziomie grafiki i detali. Nowa paleta kolorów i „matowa” farba zostały ulepszone. W grze dostępne są również części zamienne takie jak Carbon. Jako bonus, EA dodał winyl, podobny do winylu BMW M3 GTR w Need for Speed: Most Wanted, który był kontynuowany jako bonusowy samochód w „Carbon”.
Gracz może zdobywać punkty Wheelman (tzn. Reputację), gdy przechodzi przez historię gry i uczestniczy w misjach, wygrywając wyścigi lub wykonując krzykliwe manewry w pościgach policyjnych. To z kolei daje graczowi dostęp do misji bonusowych, dodając do gry niewielki element przypominający RPG.
Gra wykorzystuje również reklamy w grze, w tym T-Mobile Sidekick.

## Ścieżka dźwiękowa
1. Airbourne – Girls in Black
2. Amon Tobin – Mighty Micro People
3. Asian Dub Foundation – Burning Fence
4. Bonobo – Scuba (Amon Tobin Mix)
5. Circlesquare – Fight Sound Part 1
6. Floor Thirteen – Blame it on me
7. From First to Last – I once was lost but now am profound
8. Hybrid – The Formula Of Fear (Matrix DUB)
9. Innerpartsystem – This empty love (Instrumental)
10. Justice – Genesis
11. Kinky – Mexican Radio
12. Ladytron – Ghosts
13. Mindless Self Indulgence – Never Wanted to Dance (Electro Hurtz Mix)
14. Nine Inch Nails – The Mark Has Been Made
15. Nine Inch Nails – The Warning
16. Ojos De Brujo – Piedras vs Tanques
17. Pendulum – 9,000 Miles
18. Pendulum – Granite
19. Pendulum – The Tempest
20. Puscifer – Indigo Children (JLE Bub Mix)
21. Puscifer – Momma Sed (Tandemonium Mix)
22. Qba Libre & M1 – God Damn
23. Recoil – Shunt
24. Recoil – Vertigo
25. Recoil – Want
26. Splitting Adam – On My Own
27. Supergrass – Bad Blood
28. The Fashion – Like Knives
29. The Pinker Tones – Electrotumbao
30. The Prodigy – First Warning
31. The Qemists – Stompbox (Spor remix)
32. The Whip – Fire
33. Tricky – Coalition
34. Tyga – Diamond Life